# Araldo di Crollalanza
Araldo di Crollalanza (Bari, 19 maggio 1892 – Roma, 18 gennaio 1986) è stato un giornalista e politico italiano, ministro dei lavori pubblici durante il fascismo.

## Biografia

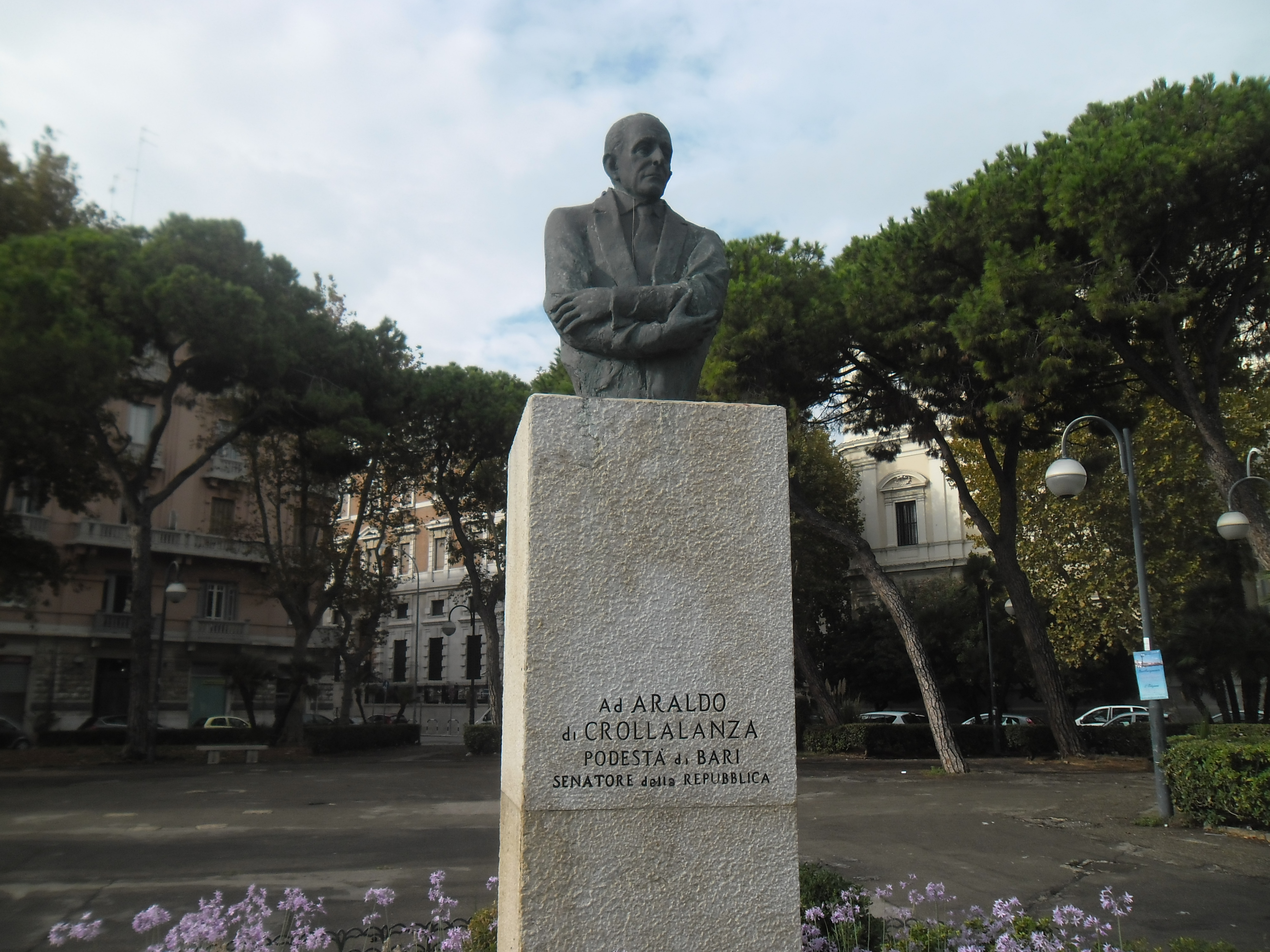
Busto a Bari

Araldo di Crollalanza era figlio di Goffredo, direttore dell'Istituto superiore di scienze economiche e commerciali di Bari e celebre araldista e genealogista, e di Maria Giuseppina Amalia Noya, dei baroni di Bitetto (Mola di Bari, 6 novembre 1868 - Bari, 27 dicembre 1941).

### Adesione al fascismo
Aderì al fascismo già nel 1919, e guidò gli squadristi pugliesi durante la marcia su Roma. Il 7 gennaio 1922 fu iniziato in massoneria nella Loggia "Nazionale", appartenente alla Gran Loggia d'Italia. Fece carriera tra le file del Partito Nazionale Fascista e nel 1923 divenne console generale della Milizia volontaria per la sicurezza nazionale.
Fu nominato per il biennio 1926-1928 podestà di Bari. Eletto deputato del Partito Nazionale Fascista dal 1924 fino al 1943, fu prima sottosegretario (1928) e nel 1930 ministro dei lavori pubblici (fino al 1935). Si distinse particolarmente per l'impegno nei soccorsi e nella ricostruzione post-sisma, in occasione del Terremoto del Vulture del 1930 avvenuto il 23 luglio 1930.
Dal 1935 al 1943 presiedette l'Opera nazionale combattenti, ed il suo nome è in particolare legato alla bonifica dell'Agro Pontino: durante il suo ministero infatti furono create le città di Littoria (oggi Latina), Sabaudia e Pontinia; mentre durante la successiva presidenza dell'ONC furono create anche le città di Aprilia e Pomezia, benché le prime siano da ascrivere all'intraprendenza del suo predecessore alla presidenza dell'ONC, il conte Valentino Orsolini Cencelli. Nel 1939 assunse anche la presidenza della Commissione lavori pubblici della Camera dei fasci e delle corporazioni.

### Il ruolo nella RSI
Nella Repubblica Sociale Italiana fu commissario straordinario per il Senato e la Camera; fuggito in seguito a Venezia, verrà poi sostituito alla reggenza degli uffici della Camera dei fasci dal funzionario Carlo Pariset il 27 aprile 1945, su nomina diretta del tenente colonnello Giovanni Filipponi del CLN.

### Il secondo dopoguerra
Arrestato il 13 giugno 1946 per la sua attività durante il regime, fu rilasciato il 1º luglio e prosciolto definitivamente nel 1950.
Fu redattore del Giornale d'Italia, fino a quando fu eletto senatore della Repubblica come indipendente nella lista del Movimento Sociale Italiano nel 1953. Fu rieletto per sette legislature, fino alla morte. Nel 1976 si iscrisse al MSI-DN e fu anche capogruppo al Senato dal 1977 al 1986.
Dal 1956 al 1976 è anche consigliere comunale di Bari.
A lui è intitolato una parte del lungomare di Bari. Al suo impegno prima come podestà e, successivamente, come sottosegretario e ministro durante il ventennio fascista, si devono infatti i lavori di riqualificazione del lungomare della città di Bari.
Nel corso degli anni gli sono stati intitolati anche una piazza a Latina, una piazza nel comune di Pomezia a Santa Procula, una via nel comune di Aprilia ed una nel comune di Altamura, la piazza della stazione nel comune di Monopoli. Due sculture raffiguranti il busto del politico sono situate a Bari: una all'aperto in piazza Eroi del mare, inaugurata nel 2001 in presenza del presidente dell'Associazione Israele-Italia Alexander Wiesel, mentre l'altra si trova nella pinacoteca provinciale di Bari, dopo che per molti anni era stata nella sala consiliare del comune barese.
Nel giugno del 1981 presentò un'interrogazione in Senato per richiedere chiarimenti sulla tragica morte di Rino Gaetano.